# Île d'Ischia
Pour les articles homonymes, voir Ischia.
L'île d'Ischia [ˈiskja] est une île italienne située en mer Tyrrhénienne, au nord du golfe de Naples, dans le groupe des îles Phlégréennes. Elle couvre une surface de 47 km2, mesure 10 km d'est en ouest et 7 km du nord au sud. Ses quelque 62 000 habitants, les Ischiois [ˈiskjwa] en font la troisième île italienne par sa population, après la Sicile et la Sardaigne.

## Toponymie
Le nom grec Πιθηκοῦσσαι ( « Pithécusses »), pourrait venir du mot grec pithekos (« singe »), en référence à la légende selon laquelle les premiers habitants de l'île, les Cercopes, auraient été changés par Zeus en singes en raison de leurs parjures. Mais Pline l'Ancien réfute cette étymologie (non a simiarum multitudine : « pas par le nombre de singes ») et fait dériver ce nom de pithoi d'après les amphores à vin produites à Ischia : l'archéologie confirme que la production de céramique y était florissante à la fin de la première phase de la colonisation grecque. Le nom actuel apparaît pour la première fois dans une lettre du pape Léon III à Charlemagne en 813 : Iscla, qui peut être la déformation du grec médiéval σκούρο - skoúro (« obscure, ombreuse », comme ses roches volcaniques et ses pinèdes) ou bien ἰχθύς (ichthús : « poisson », allusion soit halieutique, soit chrétienne, l'île faisant partie de l'Italie byzantine) ou encore du latin insula (« île »).

## Géographie
Ischia est la partie émergée d'un volcan: le mont Époméo, qui culmine à 787 mètres d'altitude, et dont les éruptions se sont prolongées jusqu'au XIVe siècle. Selon la mythologie grecque, le monstre maléfique Typhon y était enfermé. L’île est encore secouée par des séismes ; celui du 28 juillet 1883 y fit 4 000 victimes. Elle est cependant peuplée depuis l'Antiquité, et produit d'excellents vins et divers types de fruits, dont des oranges et des olives. Les touristes y sont attirés par ses paysages grandioses, les rochers, la grotte de Punta della Parata, les magnifiques pinèdes. Elle fait partie des stations hydro-thermo-climatiques marines et touristiques les plus renommées d'Italie et du monde.

### Événements sismiques ou climatiques récents
Le 21 août 2017 en fin de soirée, un séisme de magnitude 4 sur l'île fait au moins deux morts et 25 blessés, et de gros dégâts matériels.
Le matin du 26 novembre 2022, des pluies torrentielles provoquent un glissement de terrain : une vague de boue et de débris dévaste la petite ville de Casamicciola Terme, dans le nord de l'île, submergeant au moins une maison et emportant des voitures vers la mer ; au moins quatre personnes meurent et une dizaine d'autres sont portées disparues,. Le directeur de l’Institut pour la recherche et la protection hydro-géologique Tommaso Moramarco explique qu'à Ischia, il y a une urbanisation qui a frappé et dévasté tout le territoire. Quant au géologue Mario Tozzi, il dénonce pour sa part : « Quand l’île est entrée dans la période du tourisme de masse, la croissance des infrastructures a été exponentielle, étouffant tous les éléments naturels du territoire et couvrant tout de ciment », et rappelant l’existence de dizaines de milliers de constructions abusives à Ischia.

## Histoire
Dans l'Odyssée, c'est sur les rives des « Pithécusses » qu'Ulysse aurait rencontré Nausicaa. 
Les historiens s'accordent pour faire de « Pithécusses » une colonie des Chalcidiens et des Érétriens d'Eubée, fondée entre 775 et 770 av. J.-C. ; ils s'étendent ensuite à Cumes en face, sur la terre ferme, autour de 750-730 av. J.-C.. Pithécusses devient ainsi un emporion : un comptoir commercial. Sa colonie de Cumes prospère à son tour et crée en 478 av. J.-C. la ville de Naples  (Νεάπολις - « Ville nouvelle »), dont la croissance les dominera toutes.
Passée en 82 av. J.-C. du contrôle de Naples à celui de Rome, l'île, désormais nommée Ænaria reste un prospère carrefour d'échanges commerciaux et un lieu de résidence pour les patriciens, bien que les fréquentes éruptions et les tremblements de terre imposent de longues périodes d'inactivité. Sous Octavien, Rome échange Ischia contre Capri avec les napolitains. Durant l'antiquité tardive et le haut Moyen Âge, l'île reste longtemps sous la protection de l'Empire romain d'Orient et fait ainsi partie de l'Italie byzantine jusqu'au XIIe siècle mais se dépeuple, car elle subit les incursions répétées et dévastatrices des Ostrogoths, des Vandales, des Sarrasins, des Normands de Sicile et des pirates de toute origine, auxquels elle sert parfois de repaire. 
Jusqu'en 1300, Ischia est politiquement et économiquement indépendante du royaume de Naples, mais soumise à la Sicile aragonaise. Ferdinand II fit construire le Palais Royal et transforma le lac d'Ischia en port.
En 1707, le royaume de Naples passe aux Autrichiens et Ischia reçoit un gouverneur autrichien : le comte de Martiniz. En 1734, Ischia passe avec Naples sous la domination des Bourbons et est administrée par des gouverneurs du roi résidant au château aragonais.
Au terme de la domination bourbonnaise du royaume des Deux-Siciles, en 1862, l'île est définitivement rattachée à la province de Naples du royaume d'Italie.
Au XIXe siècle Ischia était une destination de voyage prisée par la noblesse européenne. Le 28 juillet 1883, l'île connaît un terrible tremblement de terre qui détruit la ville de Casamicciola.
Ischia est devenue une colonie d'artistes en vogue au début du XXe siècle. Des écrivains et des peintres du monde entier y sont attirés : Eduard Bargheer, Hans Purrmann et Arrigo Wittler vivaient sur l'île. Rudolf Levy, Werner Gilles, Max Peiffer Watenphul avec Kurt Craemer et Vincent Weber ont séjourné dans le village de pêcheurs de Sant'Angelo à la pointe sud de l'île peu avant le déclenchement de la Seconde Guerre mondiale.
Le tourisme thermal n'a recommencé qu'au début des années 1950. À cette époque, une colonie d'artistes assez remarquable d'écrivains, de compositeurs et d'artistes visuels vivait à Forio, dont Ingeborg Bachmann. Elizabeth Taylor et Luchino Visconti y ont séjourné pour des tournages.
Dressée par une avancée battue par les flots, à Forio d'Ischia, l'église Santa Maria del Soccorso ressemble à un phare dans la nuit. Les marins de Forio ont fait de cet édifice du XIXe siècle leur sanctuaire. Après des traversées houleuses, ils venaient rendre grâce à la Madone. En guise d'ex-voto, ils ont offert des maquettes de bateaux, disposées sur les corniches.
Aujourd'hui, Ischia est une destination touristique populaire, accueillant jusqu'à 6 millions de visiteurs par an, principalement de l'Italie continentale ainsi que d'autres pays européens comme l'Allemagne et le Royaume-Uni (environ 5 000 Allemands résident sur l'île), même si elle est devenue une destination de plus en plus populaire pour les Européens de l'Est. Le nombre de clients russes a augmenté régulièrement à partir des années 2000, avant de s'arrêter presque complètement en raison de la dépréciation du rouble et de la pandémie de COVID-19.
Depuis Ischia, diverses destinations telles que Naples, le Vésuve, la Côte amalfitaine, Capri, Herculanum, Paestum et l'île voisine de Procida peuvent être réservées. Ischia est facilement accessible en ferry depuis Naples. Le nombre de stations thermales présentes sur les îles la rend particulièrement appréciée des touristes en quête de vacances « bien-être ». Une visiteuse régulière était Angela Merkel, l'ancienne chancelière allemande.

Ischia en 1969. Photographies par Paolo Monti
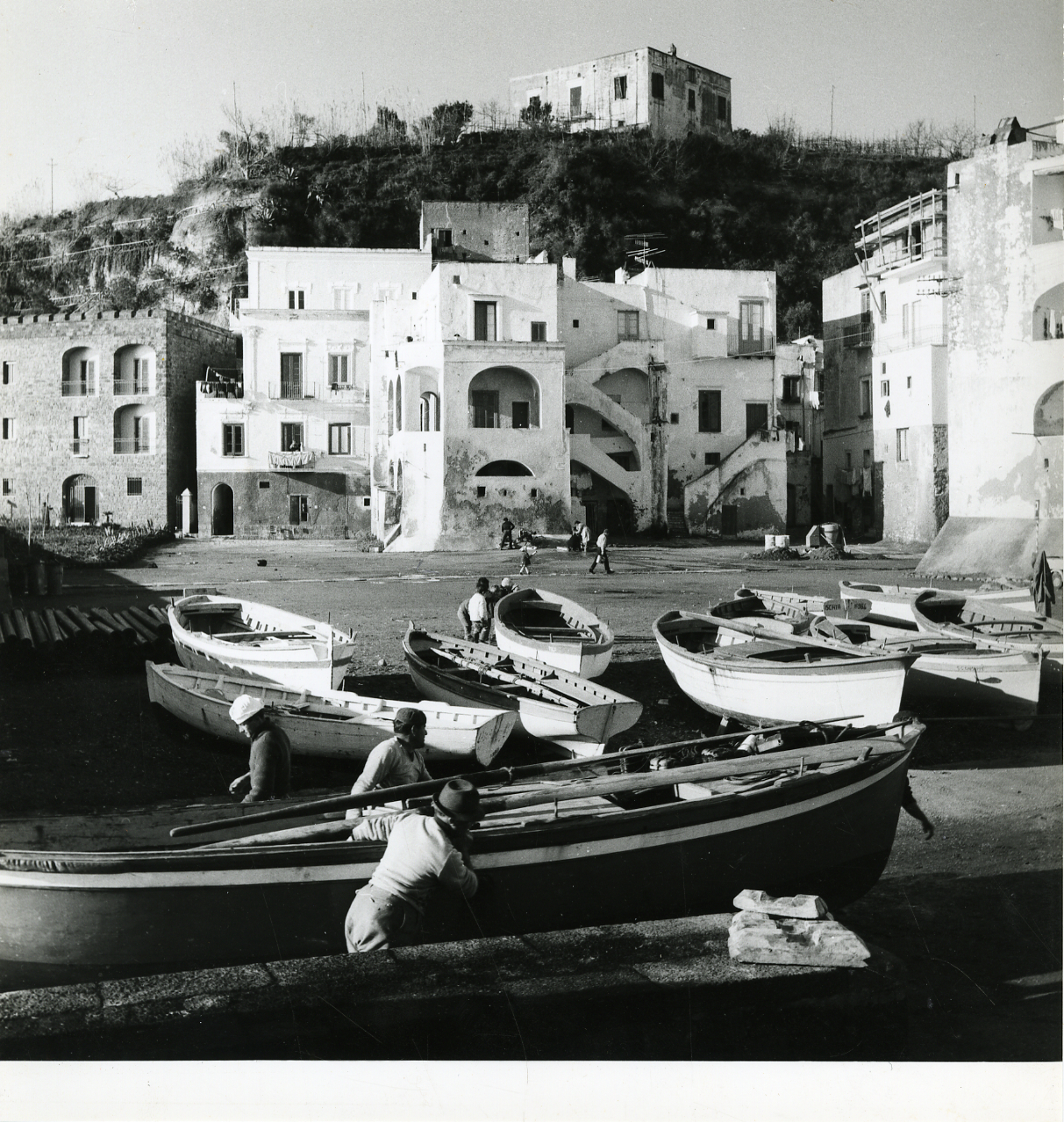
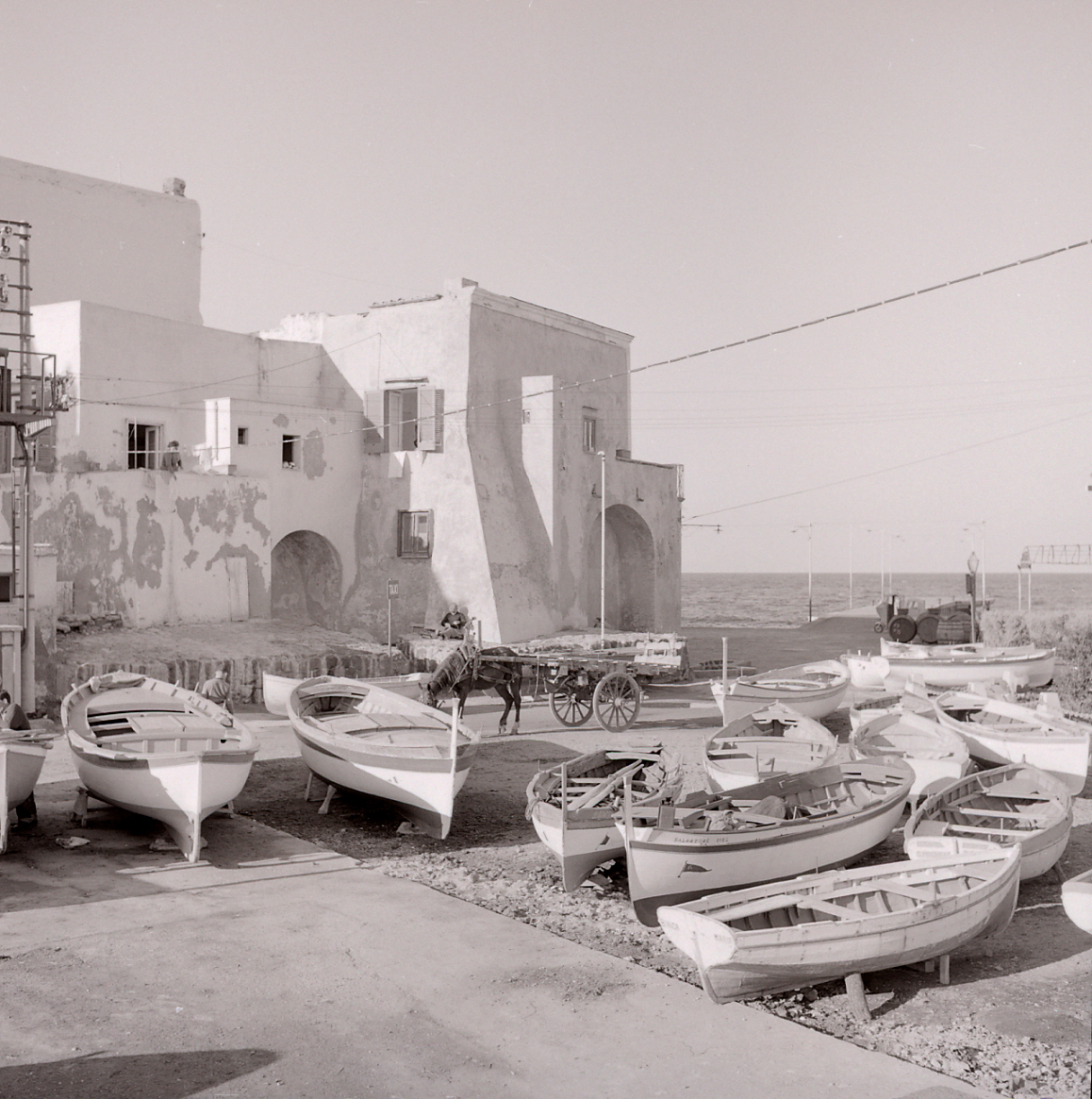
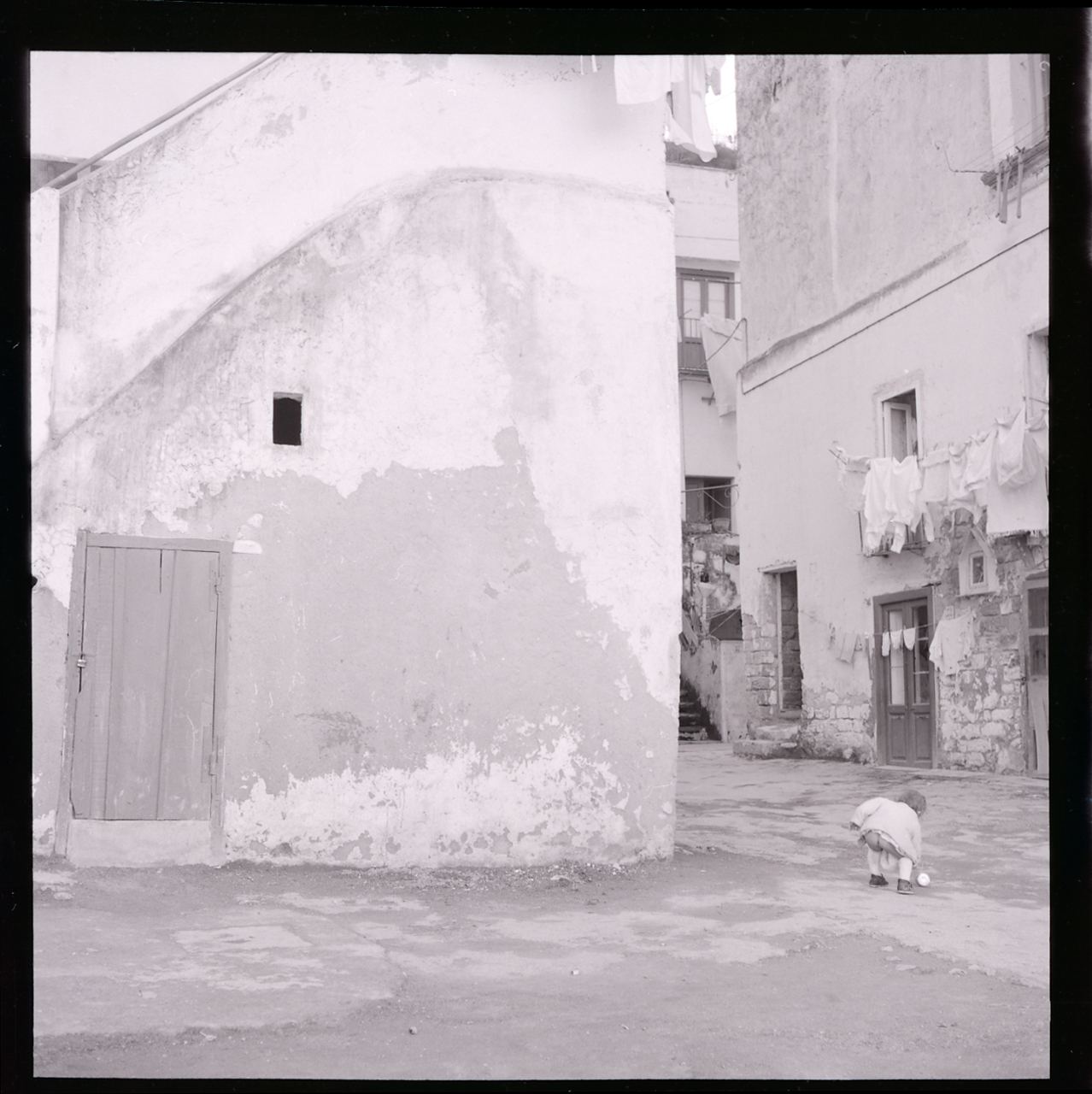

## Administration
Administrativement, l'île est divisée en six communes :
- Ischia
- Casamicciola Terme
- Lacco Ameno
- Forio
- Serrara Fontana
- Barano d'Ischia

## Problèmes environnementaux
L'un des quatre câbles qui constituent la ligne électrique à haute tension entre Cumes, sur la côte de Campanie, et Lacco Ameno, sur Ischia, est rompu le 14 juin 2007. La dispersion dans l'environnement de l'huile isolante sous pression de ce câble, contenant des polychlorobiphényles (PCB), a pollué la zone marine « Regno di Nettuno » qui constitue l'écosystème le plus important de la Méditerranée. Les herbiers de posidonies ont ainsi été atteints par des hydrocarbures aromatiques polycycliques et les hydrocarbures aromatiques. L'usage des PCB était interdit par les normes italiennes depuis 1984. Les herbiers de posidonies sont considérés comme « habitat prioritaire » par la directive Habitats de l'Union européenne.
La réduction à Ischia des surfaces naturelles ou agricoles au profit de l'artificialisation de l'espace pour les constructions, engendre des catastrophes environnementales : assèchement et effondrement des sols, intrusion d'eau marine salée, ruissellement sans recharge des nappes phréatiques et glissements de terrain, incendies.

## Personnalités liées
- Eduardo Ciannelli (1888-1969), acteur et chanteur, y est né.
- Werner Heldt (1904-1954), peintre allemand, y est mort
- William Walton (1902-1983), compositeur anglais, y a longtemps résidé et y est mort.
- Ray Stevenson (1964-2023), acteur ; y est mort.

## Lieux remarquables

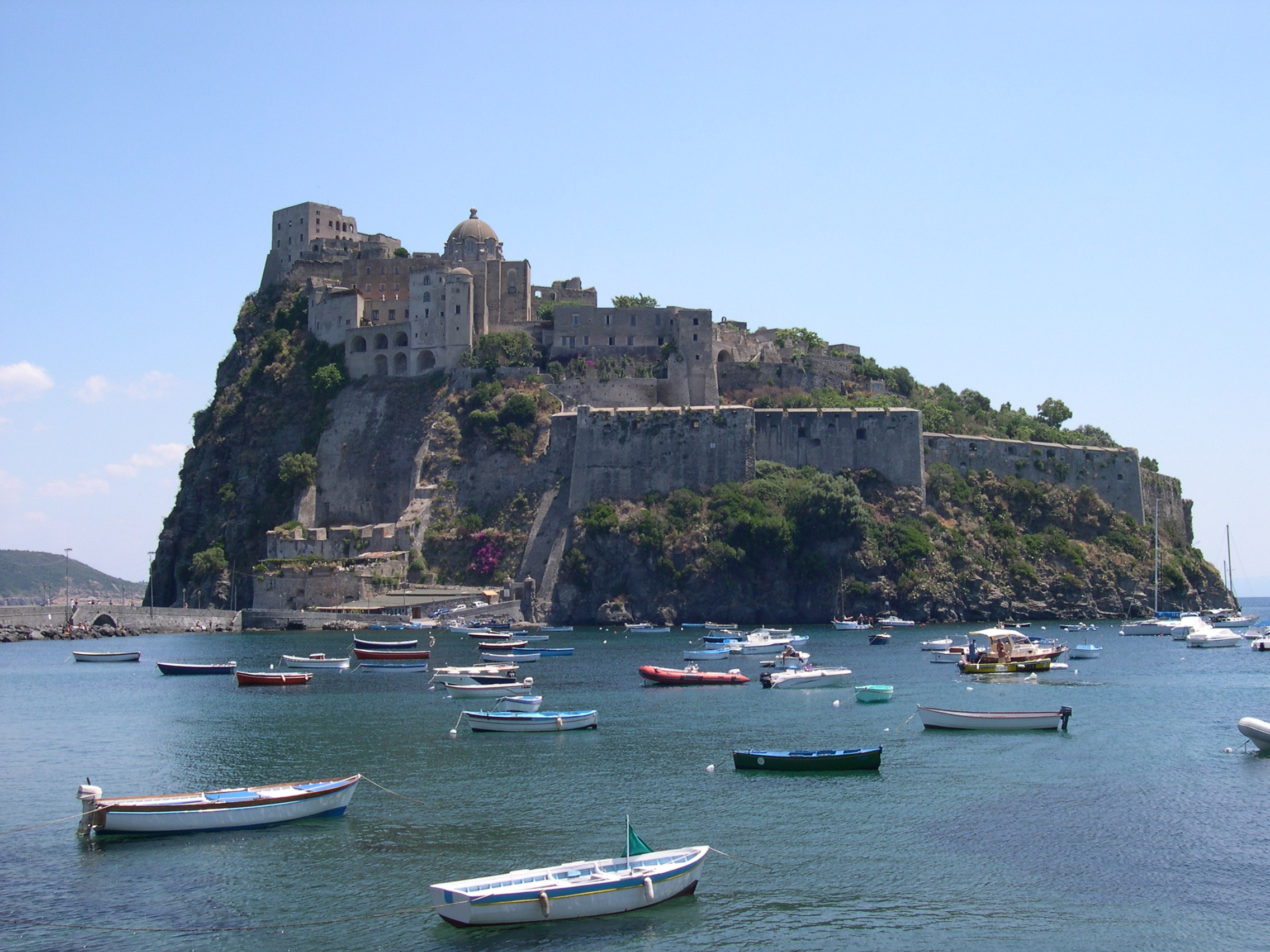
Château Aragonais.

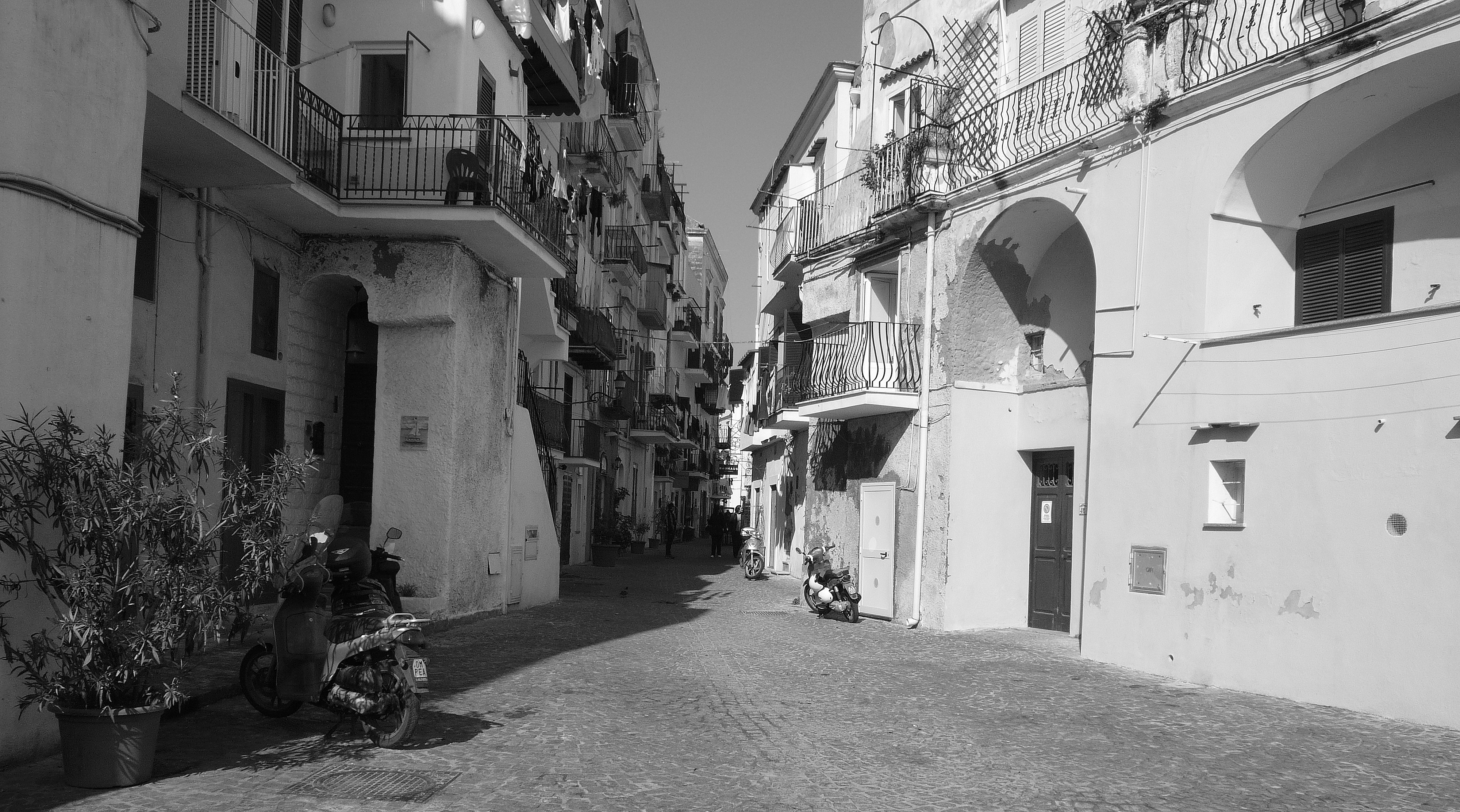
Ruelle d'Ischia.

### Ischia: Ischia Porto et Ischia Ponte
Ischia est la ville principale de l'île. On y trouve le plus grand nombre d'habitants ainsi que le plus grand nombre d'hôtels. La ville est située autour d'un lac formé dans un ancien cratère volcanique. C'est sur un îlot en face d’Ischia Ponte que se dresse le Château aragonais, avec son ancienne agglomération fortifiée et principal monument historique de l'île ; l’îlot est relié à l’île principale par un pont de pierre datant du XVe siècle, dû à Alphonse V d’Aragon.

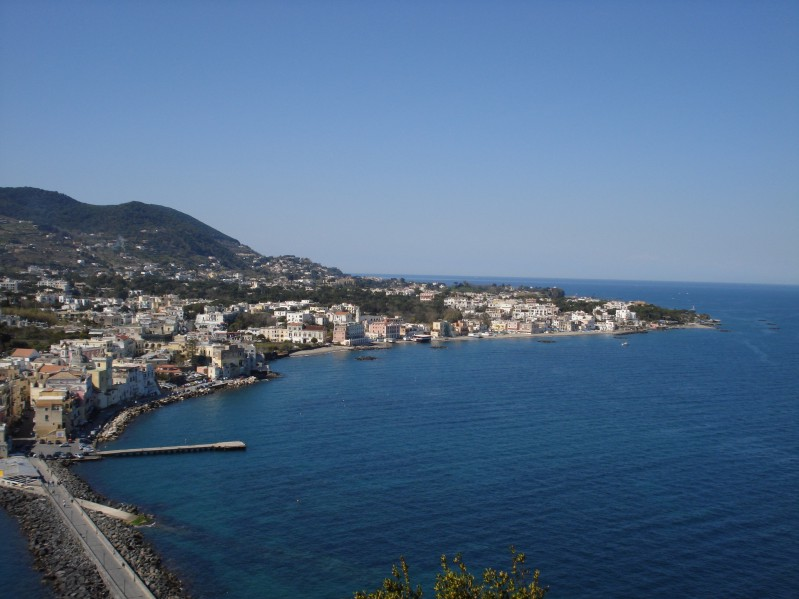
Pointe du port (qui apparaît dans le film Cléopâtre).
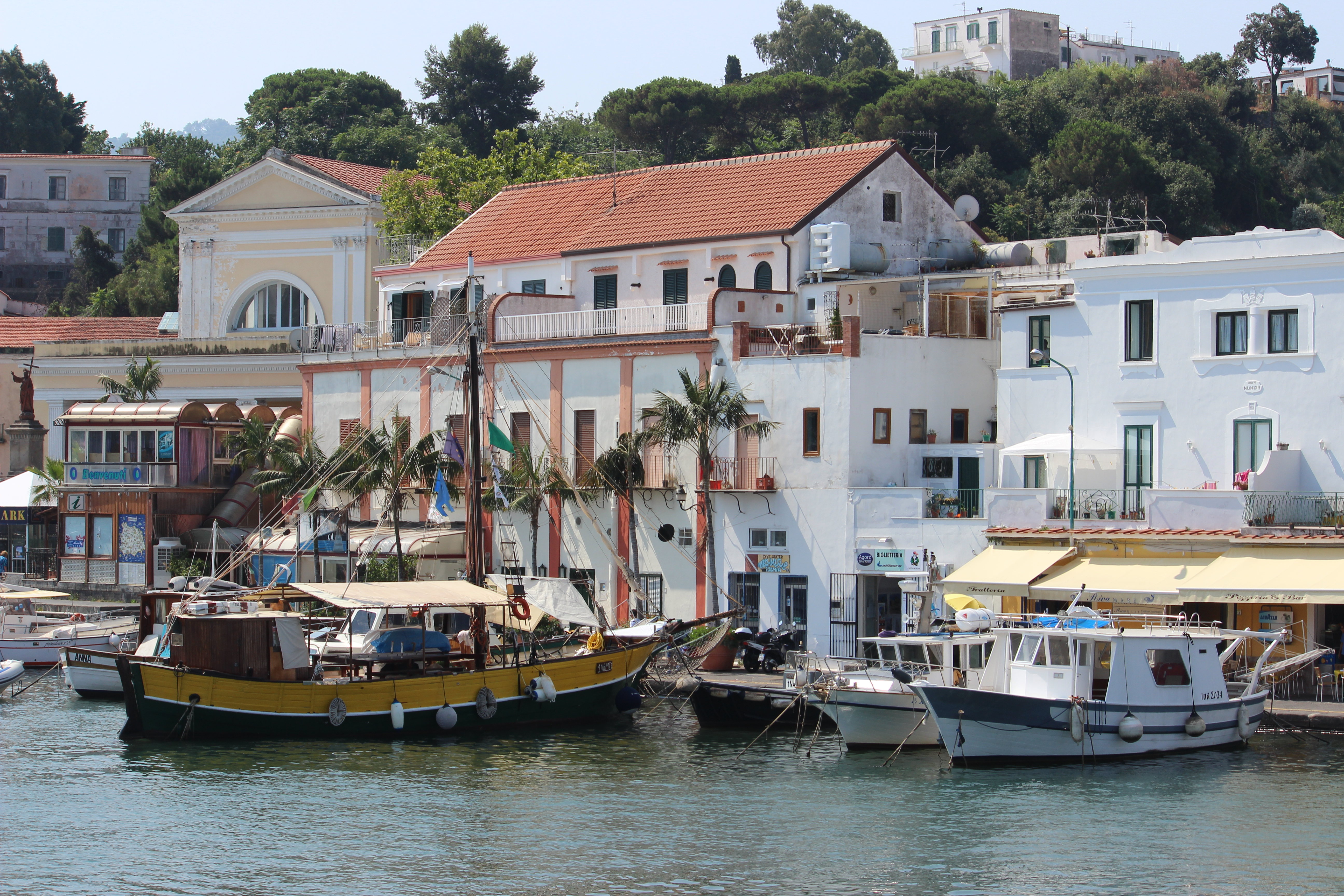
Port d'Ischia.
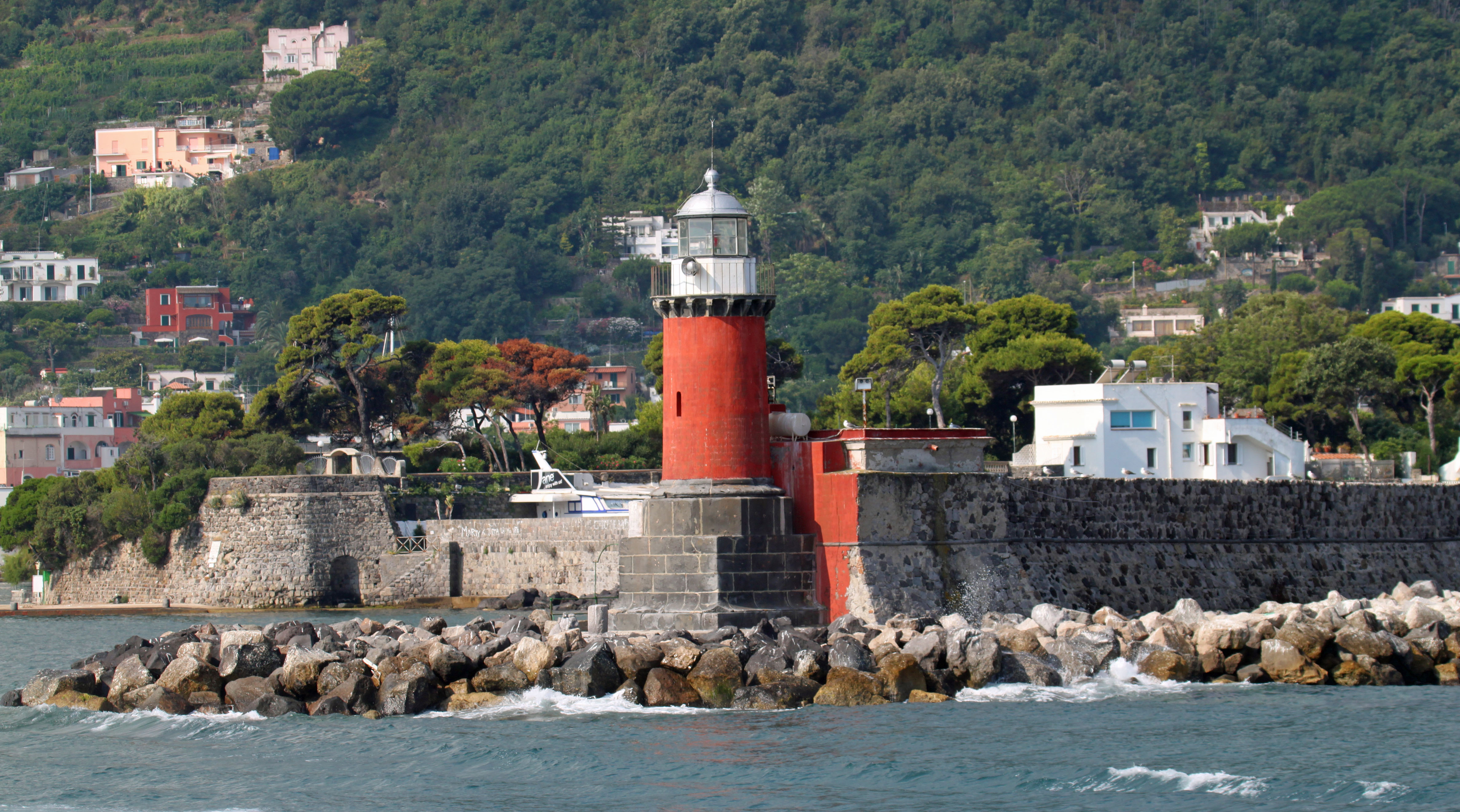
Phare et panorama d'Ischia.

### Lacco Ameno
Il s'agit de la station thermale la plus importante de l'île. Dans la baie se trouve un rocher émergeant en forme de champignon surnommé Fungo.

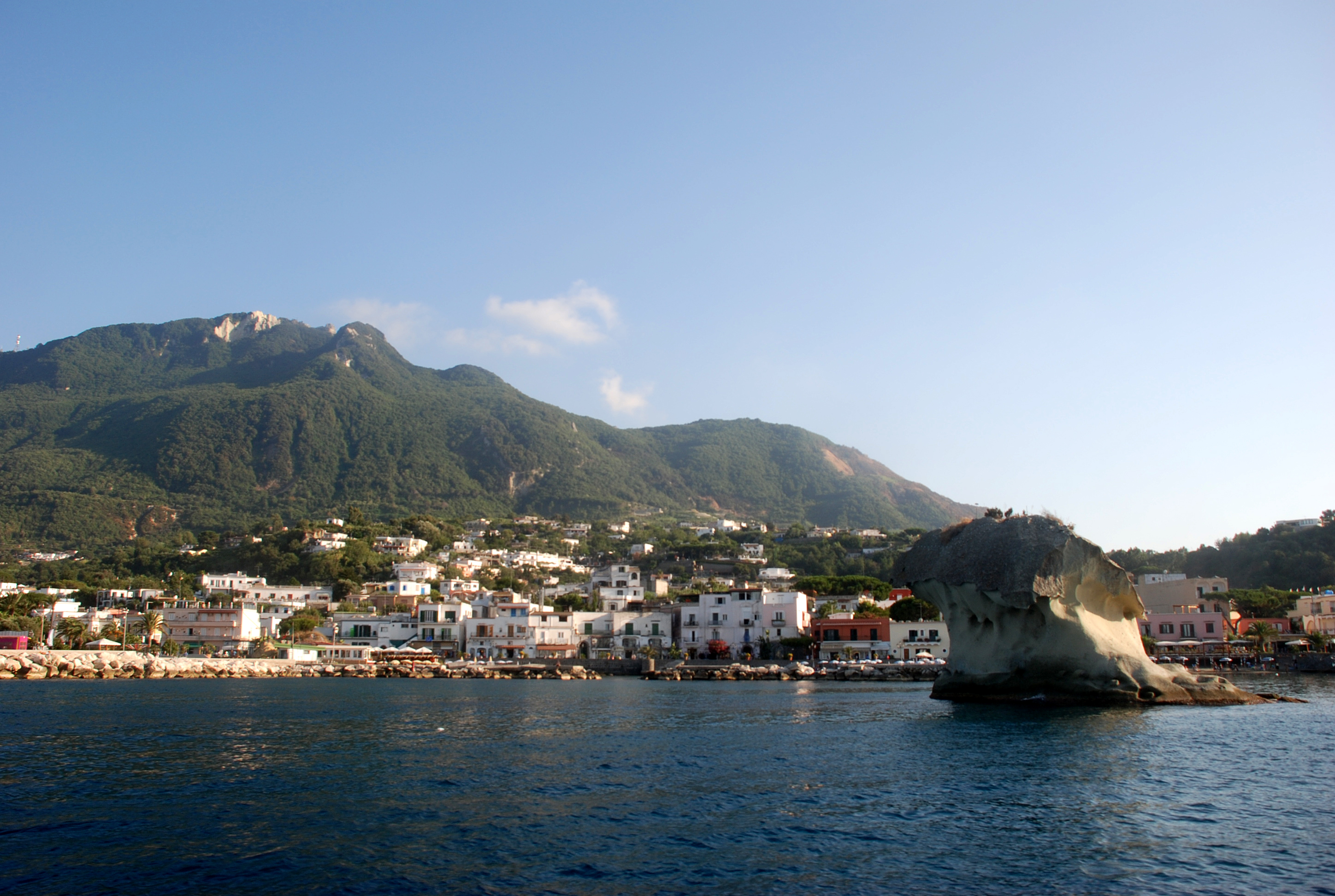
Lacco Ameno
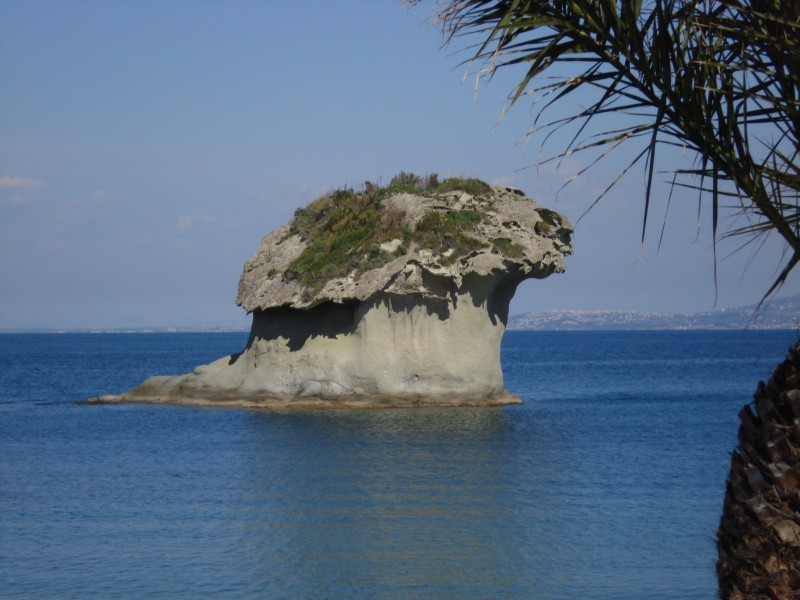
Rocher champignon « Fungo ».
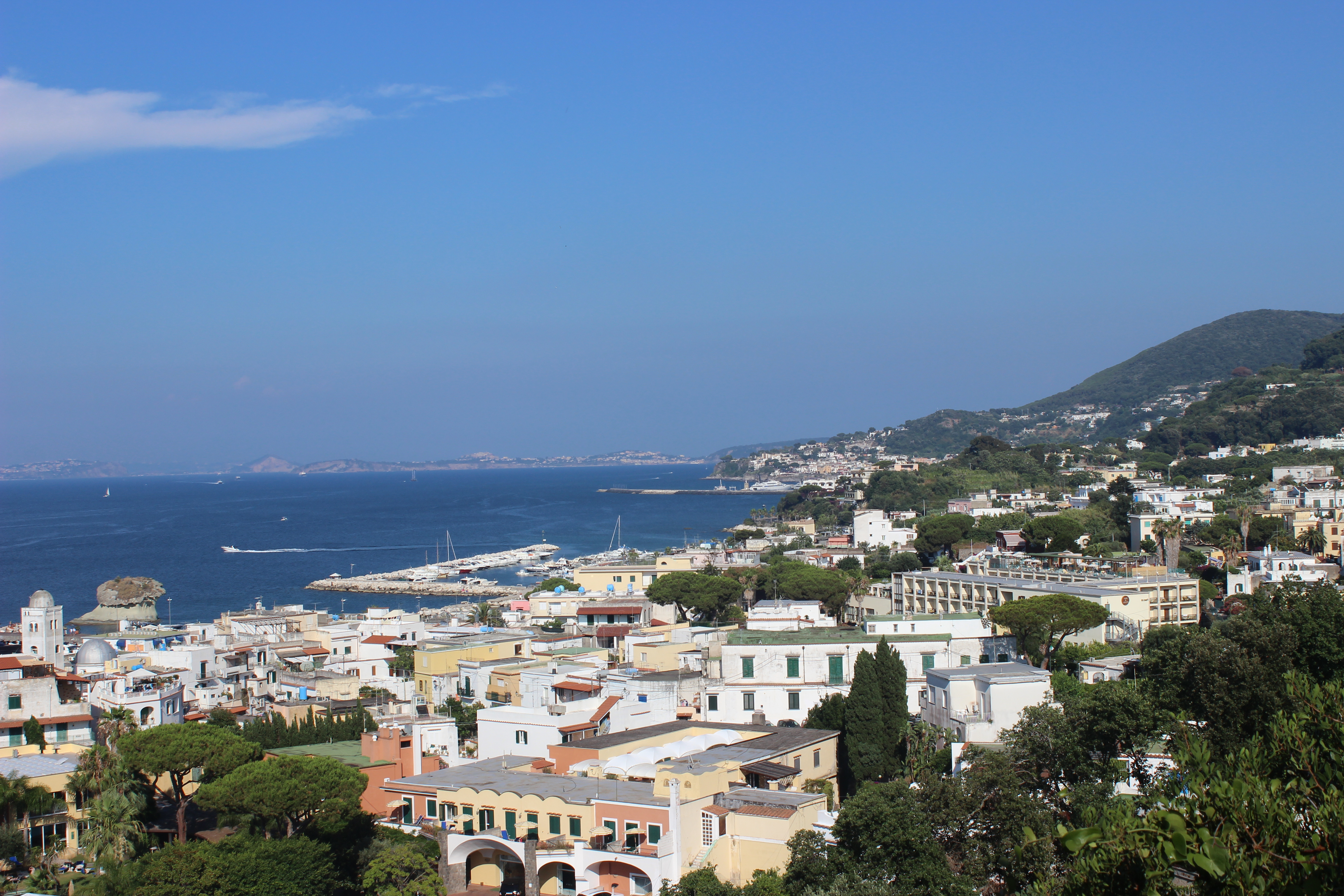
Vue générale.
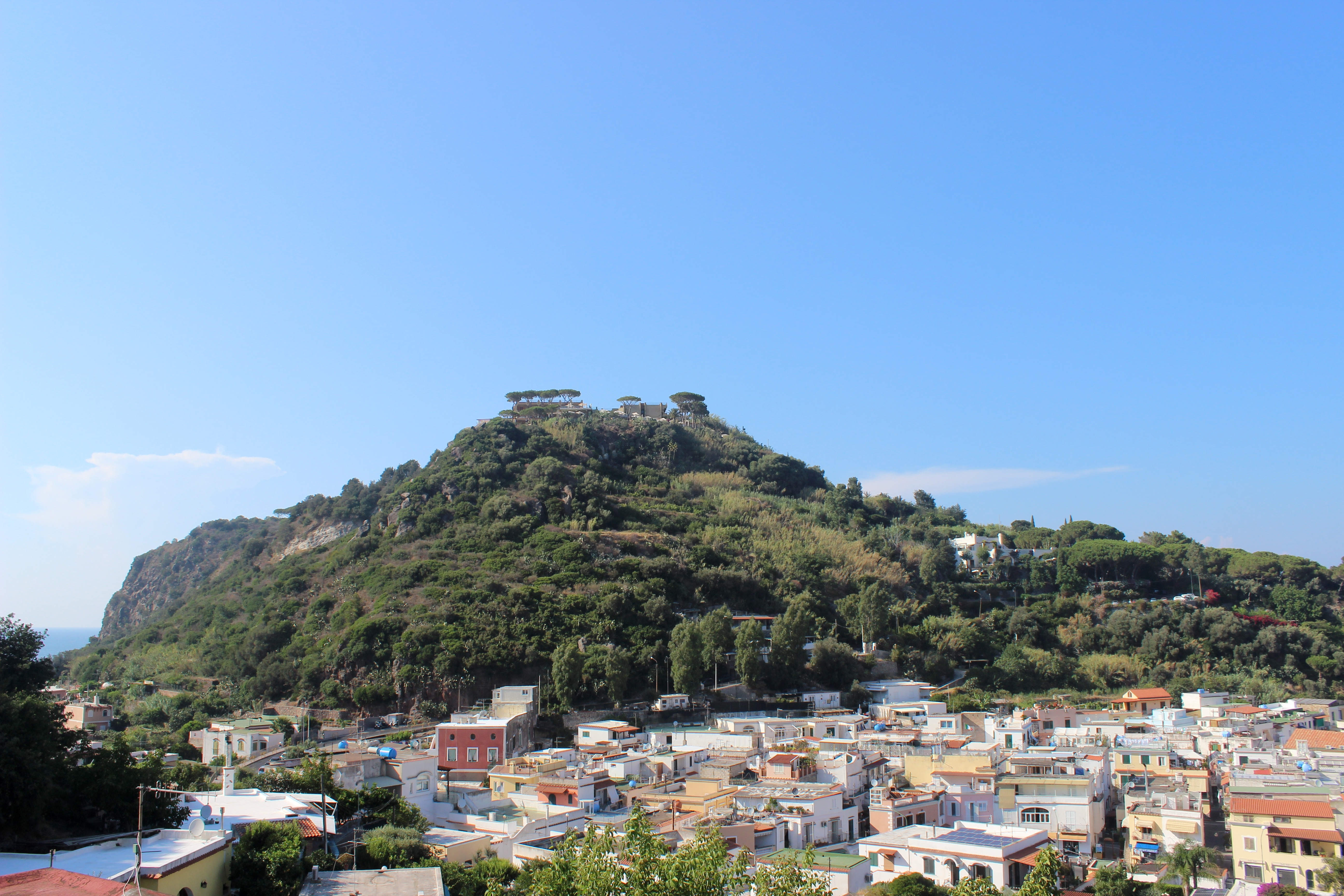
Vue sur la colline.

### Forio
Forio est une petite ville sur la côte occidentale. Elle s'ouvre au tourisme. La région de Forio produit du vin. Les jardins de la Mortella créés par William Walton, son épouse, Lady Susana et l'architecte paysagiste Russell Page font partie du patrimoine de Forio. 

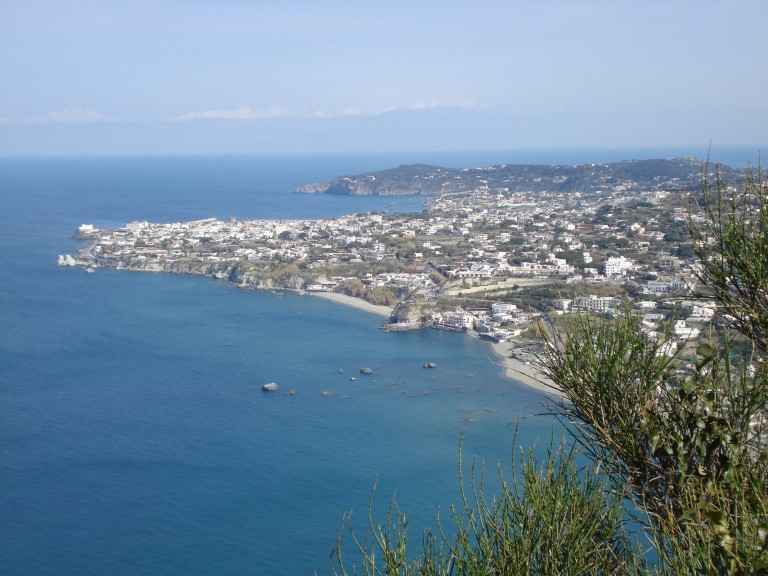
Vue panoramique.
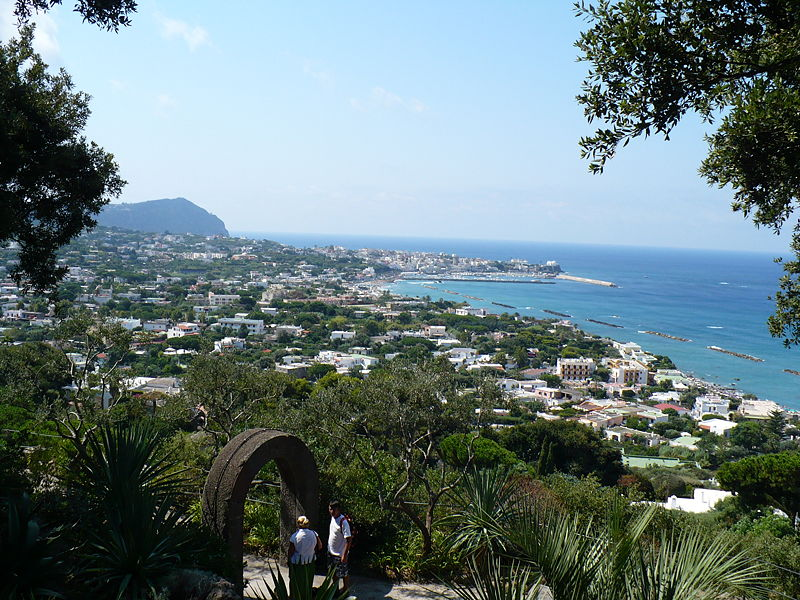
Vue de Forio.
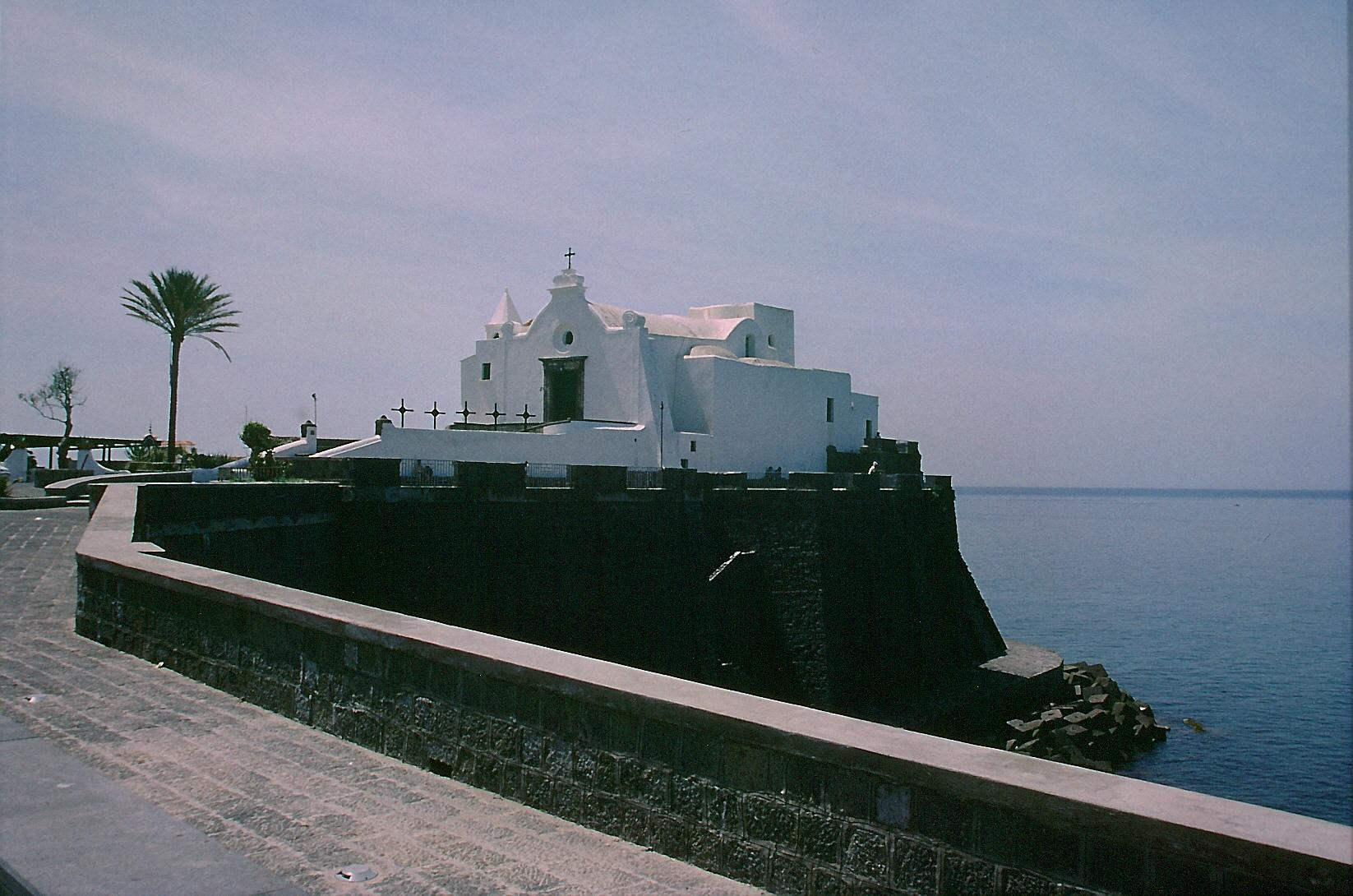
Église blanche à Forio.
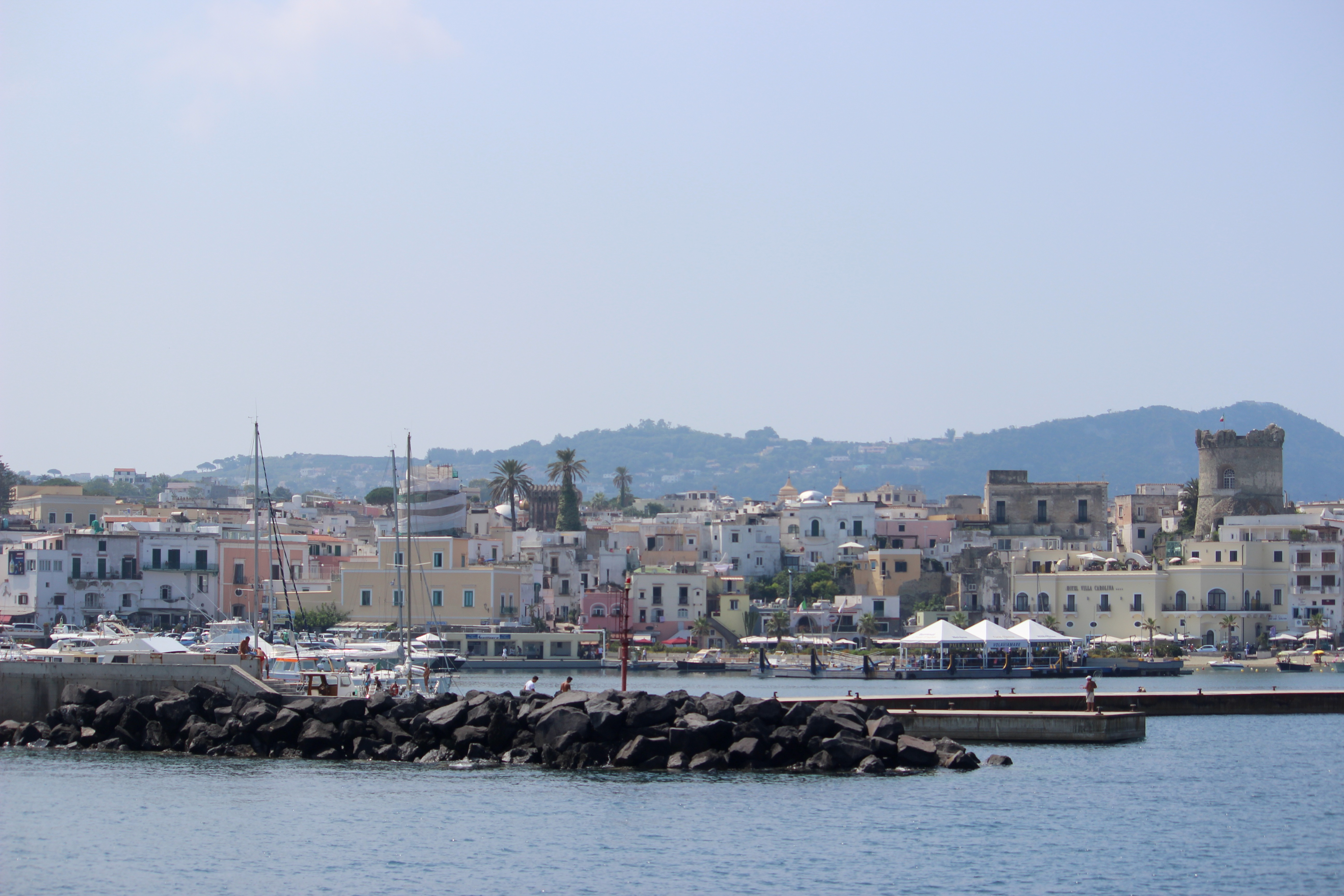
Le port.

### Sant'Angelo
Cet îlot au sud d'Ischia est relié à l'île par un isthme. C'est un village de pêcheurs où il n'y a pas de circulation automobile.

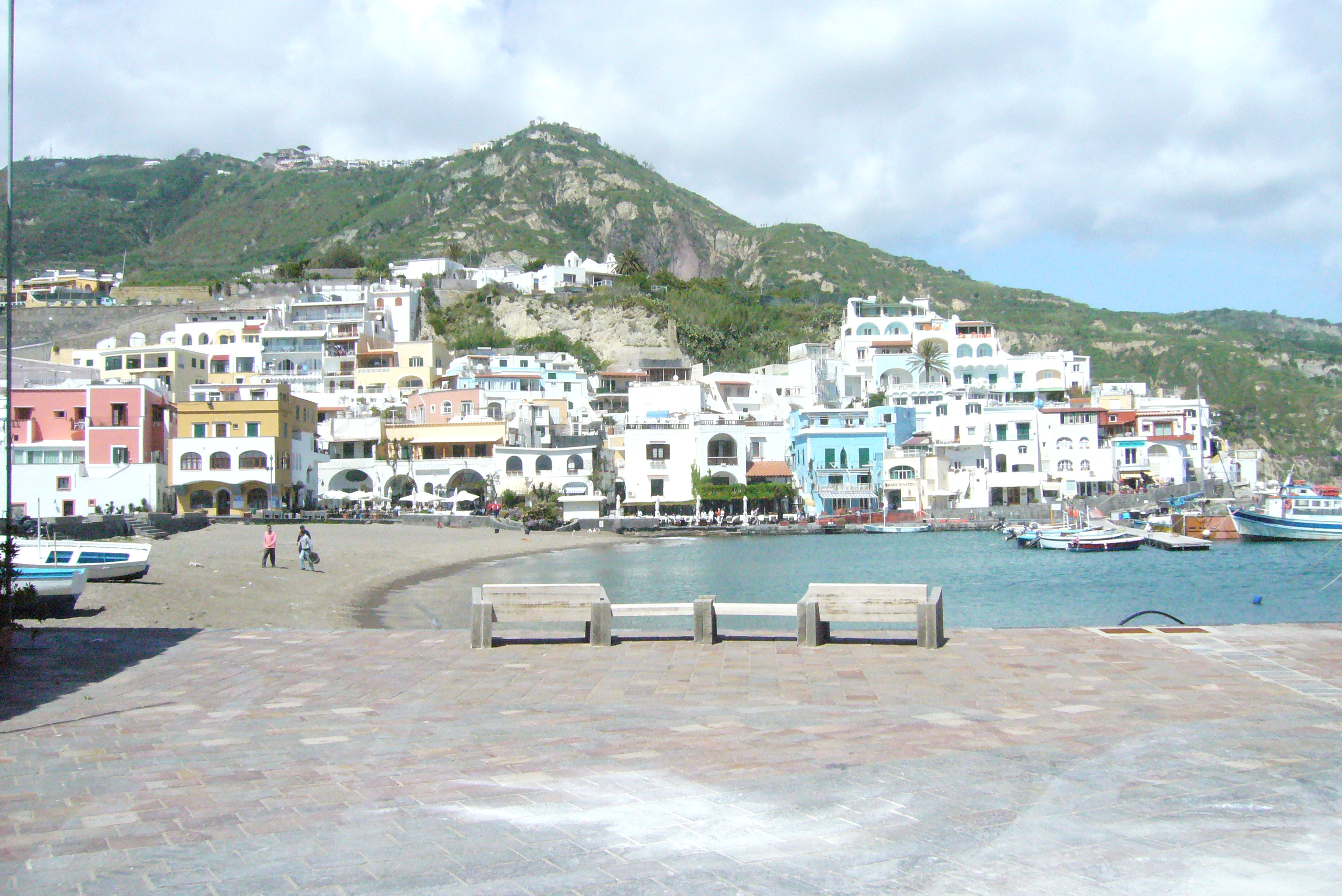
Panorama.
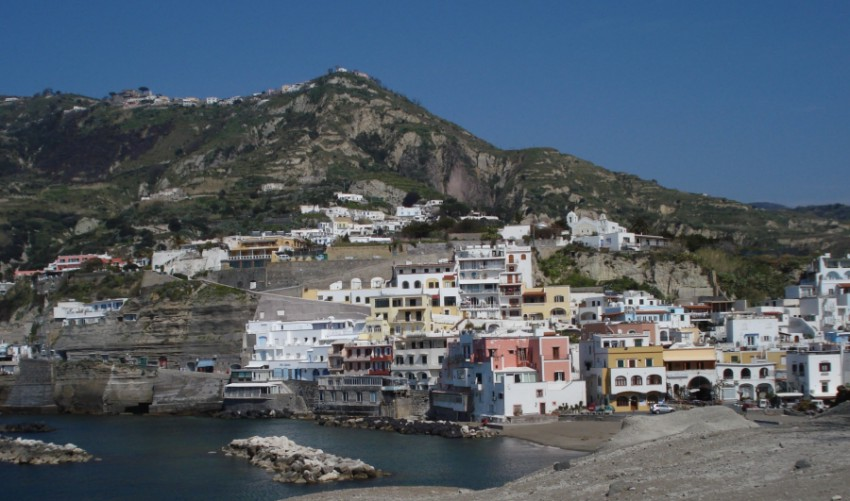
Vue générale.
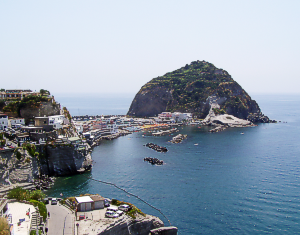
Isthme de Sant'Angelo.
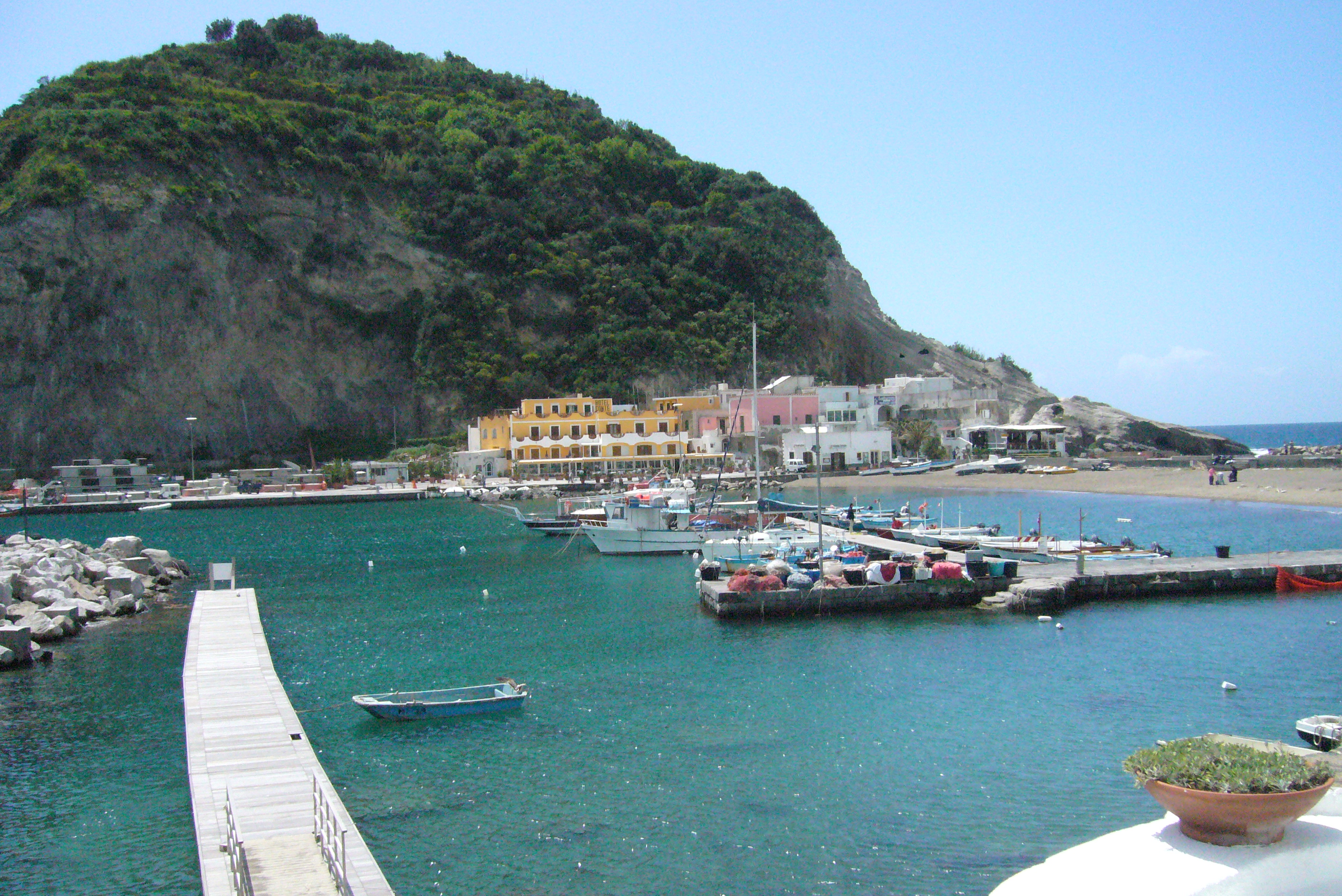
Au pied du rocher.
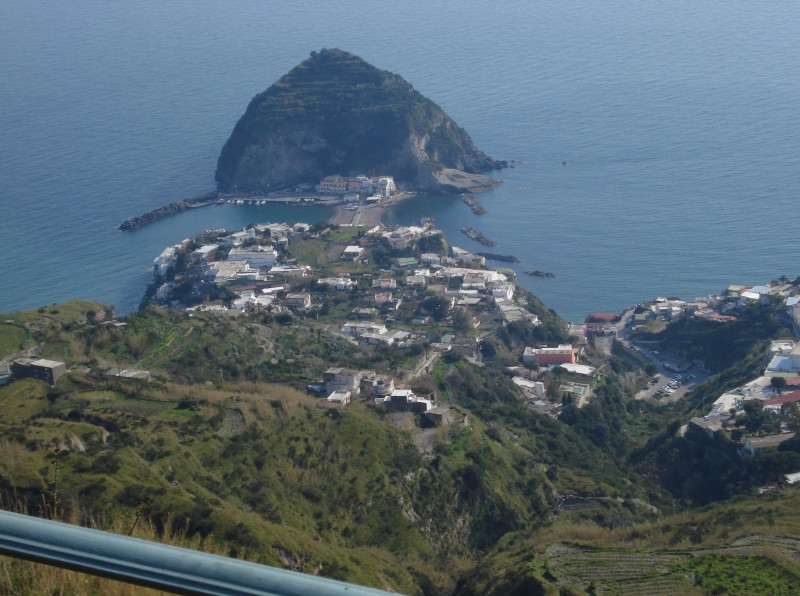
Vue des hauteurs.

### Dans les arts
- Graziella d'Alphonse de Lamartine se passe en partie à Ischia.
- Dans la série de romans L'Amie prodigieuse, d'Elena Ferrante, la narratrice passe plusieurs fois des vacances d'été à Ischia.
- Luchino Visconti, réalisateur italien, repose à Ischia.
- Une partie de l'histoire de Tintin et l'Alph-Art (œuvre inachevée d'Hergé) se passe à Ischia.
- Cléopâtre, film de Joseph L. Mankiewicz de 1963 avec Elizabeth Taylor  et Richard Burton : la scène devenue fameuse de l'arrivée de la galère dorée de Cléopâtre à Tarse est tournée à Ischia près du Château aragonais.
- Avanti!, film de Billy Wilder de 1972 avec Jack Lemmon et Juliet Mills, se déroule à Ischia où de nombreuses scènes ont été tournées.
- Quelques scènes du film Le Talentueux Mr Ripley réalisé en 1999 par Anthony Minghella avec Matt Damon et Jude Law ont été tournées à Ischia.
- Villa Amalia, film de Benoît Jacquot de 2009 avec Isabelle Huppert, Jean-Hugues Anglade et Xavier Beauvois : plusieurs plans ont été tournés à Ischia.